# Townsend (Delaware)
Townsend es un pueblo ubicado en el condado de New Castle en el estado estadounidense de Delaware. En el año 2000 tenía una población de 346 habitantes y una densidad poblacional de 225 personas por km².

## Geografía
Townsend se encuentra ubicado en las coordenadas 39°23′39″N 75°41′34″O / 39.39417, -75.69278.

## Demografía
Según la Oficina del Censo en 2000 los ingresos medios por hogar en la localidad eran de $47,500, y los ingresos medios por familia eran $48,875. Los hombres tenían unos ingresos medios de $27,250 frente a los $28,409 para las mujeres. La renta per cápita para la localidad era de $17,671. Alrededor del 1.7% de la población estaban por debajo del umbral de pobreza.